# Grugaturm
Der Grugaturm ist ein 29 Meter hoher Aussichtsturm im Grugapark im Essener Stadtteil Rüttenscheid und ein Baudenkmal der klassischen Moderne. Dem Turm aufgesetzt ist das Logo des Parks in Form einer stilisierten Tulpe.

## Geschichte
Der ursprünglich 26 Meter hohe Grugaturm aus Eisen und Glas wurde 1928 vom Architekten Paul Portten (* 1. Dezember 1887 in Krefeld; † 1961) in Anlehnung an den Bauhausstil in Stahlskelettbauweise als Aussichts- und Funkturm (Radioturm) entworfen und im Rahmen der Großen Ruhrländischen Gartenbau-Ausstellung (Gruga) 1929 in 19 Tagen Bauzeit fertiggestellt. Seine Seiten- und Rückwände waren mit Heraklith-Leichtbauplatten ausgefacht. Er verfügt über eine leicht auskragende Aussichtsplattform von 30 m² Grundfläche, die über eine Treppe mit etwa 100 Stufen erreichbar ist. Damals wurden vom Turm aus über Lautsprecher musikalische Radiosendungen auf das Grugaparkgelände für dessen Besucher ausgestrahlt, als Radio noch nicht alltäglich war. Zudem gab es im Sockel des Turmes Filmvorführungen, die nach 1930 auch mit Ton gezeigt wurden. Es gab zudem zeitweise eine sich bewegende Leuchtschrift, die abends Tagesnachrichten auf den Turm projizierte.
Zur Reichsgartenschau 1938 wurde dem Turm eine zweite, oval gestaltete Aussichtsplattform aufgesetzt und ein Aufzug angebaut, wodurch er die heutige Gestalt erhielt. Nach Zerstörungen im Zweiten Weltkrieg wurde der Grugaturm restauriert. Zur Zweiten Gruga-Ausstellung 1952 wurde ihm die stilisierte Tulpe nach einem Entwurf von 1929 des Essener Künstlers Jo Pieper aufgesetzt.
Der Sohn des Architekten Paul Portten, Wolfgang Portten (* 29. Januar 1921 in Essen; † 23. November 2007 ebenda) setzte sich 1983 vehement für den Erhalt des Wahrzeichens der Gruga ein, da zu dieser Zeit ein Abriss des in schlechtem Zustand befindlichen Turmes in Erwägung gezogen wurde.
Das seit 1986 unter Denkmalschutz stehende Bauwerk war ab 1987 wegen schlechter Bausubstanz der Öffentlichkeit nicht mehr zugänglich. Nach im Jahre 2000 begonnener Renovierung, finanziert mit Sponsorengeldern, kann der Grugaturm derzeit nicht mehr als Aussichtsturm genutzt werden und bleibt gesperrt. Nach durchgeführten Ersteinschätzungen von Sachverständigen wurde im zweiten Quartal 2024 ein Ingenieurbüro mit der Erarbeitung eines Instandsetzungskonzeptes beauftragt. Zu den schadhaften Stellen zählen unter anderem der Korrosionsschutz des Stahlgerüstes und die Fallleitungen im Turm.
Der Grugaturm das einzige erhaltene Baudenkmal aus der Gründungszeit des Grugaparks.